# Carlia mysi
Carlia mysi är en ödleart som beskrevs av  George R. Zug 2004. Carlia mysi ingår i släktet Carlia och familjen skinkar. Inga underarter finns listade.